# Cressa
Cressa (piemontiul: Creussa) település Olaszországban, Piemont régióban, Novara megyében. Lakosainak száma 1579 fő (2023. január 1.). Cressa Bogogno, Borgomanero, Fontaneto d’Agogna és Suno községekkel határos.

## Népesség
A település lakossága az elmúlt években az alábbi módon változott:
| Lakosok száma | 1608 | 1612 | 1579 |
|               | 2017 | 2018 | 2023 |